# Galerie Bernd Dürr
Die Galerie Bernd Dürr ist eine 1971 in München gegründete Kunstgalerie. Sie wird von Bernd Dürr geführt.

## Geschichte
Die Galerie Bernd Dürr wurde am 1. September 1971 von Bernd Dürr in München, in der Kurfürstenstraße nahe dem Siegestor eröffnet.
Dürr stellte hier Bilder der Münchener Secession, der Scholle, der Münchener Neuen Secession und andere zeitgenössische Künstler aus, die damals wenig bekannt waren und kaum Beachtung fanden. Durch seine Ausstellungen und Publikationen machte er interessierte Kreise mit diesen Kunstwerken bekannt und verhalf den Werken und Künstlern zur Anerkennung. Zur Stammkundschaft der Galerie gehörten Studenten, Universitätsmitarbeiter, Unternehmer und Sammler.
Die Bilder vieler in der damaligen Zeit relativ unbekannter Künstler wurden zunächst recht preiswert verkauft und steigerten ihren Verkaufswert im Laufe der Jahre beträchtlich, woran die Arbeit der Galerie Bernd Dürr einen Anteil hatte. So verkaufte Dürr zum Beispiel sein erstes Gemälde von Leo Putz im Jahr 1973 für 7.800 DM. Im Jahr 1978 hatte sich der Verkaufswert der Leo-Putz-Bilder bereits auf 20.000 bis 25.000 DM gesteigert und bis 2020 auf 300.000 bis 450.000 Euro.
Die Galerie Bernd Dürr zog Mitte der 1970er Jahre in die Münchner Innenstadt um, zunächst in die Schellingstraße, dann in die Galeriestraße am Hofgarten. Von 1983 bis 1990 befand sich die Galerie Bernd Dürr am Maximiliansplatz 20. Weitere Ausstellungsräume hatte die Galerie in der Maximilianstraße 29. Seit 1990 befindet sich die Galerie Bernd Dürr in der Oberföhringer Straße 12 in Bogenhausen. Weitere Ausstellungsräume befinden sich in der Possartstraße 35.

## Bernd Dürr
Bernd Dürr (* 1944) studierte Politikwissenschaft. Nach seinem Studium gründete er am 1. September 1971 in München die Galerie Bernd Dürr, die er seither leitet.

## Künstlerliste (Auswahl)
In der Galerie Bernd Dürr wurden die Bilder vieler bekannter Künstler ausgestellt und verkauft, darunter
- Max Ackermann
- Karel Appel
- Jean Arp
- Ernst Barlach
- Carl Josef Bauer
- Willi Baumeister
- Max Beckmann
- Fritz Behn
- Max Bill
- Georges Braque
- Bernard Buffet
- Marc Chagall
- Giorgio de Chirico
- Lovis Corinth
- Corneille
- Salvador Dali
- Otto Dix
- Max Ernst
- Lyonel Feininger
- Edvard Frank
- Günther Fruhtrunk
- Alberto Giacometti
- Henning von Gierke
- Werner Gilles
- Otto Greiner
- George Grosz
- Olaf Gulbransson
- Erich Heckel
- Adolf Hölzel
- Herbert Kitzel
- Paul Kleinschmidt
- Oskar Kokoschka
- Käthe Kollwitz
- Alfred Kubin
- Otto Lange
- Else Lasker-Schüler
- Max Liebermann
- André Masson
- Joan Miro
- Ernst Wilhelm Nay
- A.R. Penck
- Carl Rabus
- Gerhard Richter
- Jesús Rafael Soto
- Pierre Soulages
- Karl Schmidt-Rottluff
- HA Schult
- Emil Schumacher
- Ernst Schumacher
- Max Stern
- Antoni Tàpies
- Max Unold
- Albert Weisgerber
- Paul Wunderlich
- Fritz Zolnhofer

## Ausstellungen
In der Galerie Bernd Dürr fanden viele Ausstellungen statt, darunter zu Themen wie Avantgarde der 50/60er Jahre, Die Künstlergemeinschaft Scholle im Kreis der Jugend und Secession, Leo Putz und die Scholle, Zeichner der Jugend und des Simplicissimus. Die erste Einzelausstellung war 1984 Walter Raum und Marion von Boetticher gewidmet. Es folgten Einzelausstellungen zum Werk der Künstler Ellen Solloch, Gabriel Pellon, Michel Wagner, Curt Lahs, Paul Klose, Hans Brass, Jean-Jacques Lebel, Ilse Fehling, Udo Nöger, Fritz Burkhardt, John Klysner, Carl Rabus, Walter Schnackenberg, Walter Raum, Marion v. Boetticher, Bill Nagel.
Die Galerie Bernd Dürr beschickte von 1988 bis 2004 mehrere Messen in München, Köln, Düsseldorf und Frankfurt am Main, darunter Art Cologne und Westdeutsche Kunstmesse.

## Veröffentlichungen (Auswahl)
- Galerie Bernd Dürr: Ellen Solloch, Skulpturen, 2009, ISBN 978-3-927872-28-8
- Galerie Bernd Dürr: Avantgarde der 50/60 er Jahre, 1994, ISBN 978-3-927872-13-4
- Galerie Bernd Dürr: Die phantastischen Welten des Gabriel Pellon, 1994, ISBN 978-3-927872-12-7
- Galerie Bernd Dürr: Michel Wagner: 1893–1965; vom expressiven Realismus zur konstruktiven Figuration, 1994, ISBN 978-3-927872-14-1
- Galerie Bernd Dürr: Curt Lahs: zum hundertsten Geburtstag (1893–1958); kubistische Figuren – Konstruktion, mikrokosmologische Abtraktion, 1993, ISBN 978-3-927872-05-9
- Galerie Bernd Dürr: Paul Klose: 1912–1982; vom Klang der Farbe; Kompositionen aus den 50er und 60er Jahren, 1993, ISBN 978-3-927872-10-3
- Galerie Bernd Dürr: Hans Brass, Ölbilder und Zeichnungen des Spätwerks, Druckgraphik 1920–1935, 1992, ISBN 978-3-927872-02-8
- Galerie Bernd Dürr: Die Künstlergemeinschaft Scholle im Kreis der Jugend und Secession, 1992, ISBN 978-3-927872-03-5
- Galerie Bernd Dürr: Jean-Jacques Lebel – Fluxus, 1991, ISBN 978-3-927872-01-1
- Galerie Bernd Dürr: Ilse Fehling, 1990, ISBN 978-3-927872-00-4
- Galerie Bernd Dürr: Udo Nöger, neue Arbeiten 89–90, 1990, Verlag Paderborn : Bonifatius Druck, DNB 1008526096
- Galerie Bernd Dürr: Fritz Burkhardt, Erotisches Brevier, 1989, DNB 1008538663
- Galerie Bernd Dürr: John Klysner, 1989, DNB 1008526800
- Galerie Bernd Dürr: Carl Rabus, 1985, DNB 1008558001
- Galerie Bernd Dürr: Die Alpträume und Visionen des Walter Schnackenberg, 1984, DNB 1008525685
- Galerie Bernd Dürr: Walter Raum, Marion v. Boetticher, 1984, DNB 1008539244
- Galerie Bernd Dürr: Bill Nagel – das Frühwerk, 1983, DNB 1008525901